# Разные призвания
«Separate Vocations» (с англ. — «Разные призвания») — восемнадцатый эпизод третьего сезона мультсериала «Симпсоны», премьера которого состоялась 27 февраля 1992 года.

## Сюжет
В Спрингфилдской школе проходит тест, на тему склонности детей к той или иной профессии. Барту подходит профессия офицера полиции, а Лизе — профессия домохозяйки. Лиза очень расстроилась и решила доказать, что она способна на большее. Однако учитель музыки сказал, что со всем её талантом она не сможет стать профессиональным музыкантом из-за коротких пальцев, скорее всего унаследованных от отца. Теперь Лиза должна проводить дни, выполняя домашние дела вместе с Мардж. Она чувствует, что её мечты не исполнятся, и теряет интерес к учёбе. В это время Барт на полицейской машине участвует в погоне за Змеем и даже помогает его арестовать. Это меняет отношение Барта, и он решает стать копом, когда вырастет. Директор Скиннер замечает стремление Барта наводить порядок и делает его старостой. Тот ответственно берётся за дело, наказывая даже за маленькие проступки, и в школе становится спокойнее. Лиза же прибивается к плохой компании, начинает хамить и не делает домашние задания. Вскоре она украла руководства для учителей с ответами, а Барт должен найти, кто это сделал. Выяснив, что это была его сестра, он берёт вину на себя. Директор Скиннер решает, что это с самого начала был хитроумный план Барта, и наказывает его. Лиза вновь начинает верить в свою мечту. Она играет на саксофоне, поддерживая Барта, оставленного в наказание после уроков.

## Культурные отсылки
- Сцена, когда Барт сидит в кабинете у школьного психолога и представляет себя изгоем, является отсылкой к фильму «Рэмбо: Первая кровь». Так же, как и Рэмбо, Барт идет с зелёным армейским вещевым мешком по дороге, потому что шериф выставил его из города[1].
- Когда директор Скиннер спрашивает Лизу, против чего она бунтует, её ответ — точная цитата героя Марлона Брандо из фильма 1953 года «Дикарь». Кроме этого, она, также как и его герой, держит во рту зубочистку[1].
- Погоня полицейских за машиной Змея, включая сцену с зелёным «Фольксвагеном Жуком», врезавшимся в молоковоз, — пародия на одну из самых известных сцен погони в кинематографе из фильма «Буллит»[1].
- Музыка во время погони и то, как машины прыгают по холмам, — отсылка к телесериалу «Улицы Сан-Франциско»[2].
- Песня, звучащая, когда директор Скиннер и Барт обыскивают шкафчики, была взята из фильма «Полицейский из Беверли-Хиллз»[1].

## Интересные факты
- Стиву Аллену потребовалось девять дублей, чтобы сказать «Ай, карамба» так, как это говорит Барт[1].
- В кабинете у доктора Прайора висят портреты Альберта Эйнштейна и Зигмунда Фрейда[1].
- У Лизы в шкафчике висит семейная фотография.
- В конце эпизода Барт пишет на школьной доске «I will not expose the ignorance of the faculty» (с англ. — «Я не буду выставлять учителей на посмешище»).
- Между этажами школы находится змея[2].